# Харченко, Николай Иосифович
Николай Иосифович Ха́рченко (1894—1969) — советский актёр театра.

## Биография
Родился в 1894 году. На сцене с 1920 года. В 1927—1933 годах — актёр Краснозаводского Харьковского театра. В 1933—1936 годах — актёр Тульского драматического театра. В конце 1930-х актёр ИвОДТ. Актёр ИрДТ имени Н. П. Охлопкова с 1948 года.
Умер 21 января 1969 года в Иркутске.

## Творчество
- «Любовь Яровая» К. А. Тренёва — Матрос Швандя
- «Шторм» В. Н. Билль-Белоцерковского — Братишка
- «Бронепоезд 14-69» В. В. Иванова — Васька Окорок
- «Разлом» Б. А. Лавренёва — Артём Михайлович Годун
- «Персональное дело» А. П. Штейна — Алексей Кузьмич Хлебников
- «Ленинградский проспект» И. В. Штока — Забродин
- «От щедрости сердца» Б. И. Левантовской — Михаил Скворцов
- «Канун грозы» П. Г. Маляревского — Никита Егорович Русских
- «Варвары» М. Горького — Василий Иванович Редозубов
- «Егор Булычов и другие» М. Горького — Егор Булычов
- «Тарас Бульба» Н. В. Гоголя — Тарас Бульба
- «Гамлет» Шекспира — 1-й могильщик

## Награды и премии
- заслуженный артист РСФСР (1952)
- Сталинская премия третьей степени (1952) — за исполнение роли Никиты в спектакле «Канун грозы» П. Г. Маляревского на сцене Иркутского АДТ имени Н. П. Охлопкова